# (2536) Козырев
(2536) Козырев (лат. Kozyrev) — типичный астероид главного пояса, открыт 15 августа 1939 года российским и советским астрономом Григорием Неуйминым в Симеизской обсерватории и 26 марта 1986 года назван в честь советского астронома Николая Козырева.

## Обнаружение и именование
(2536) Козырев
Открыт 15 августа 1939 года в Симеизе Г. Н. Неуйминым.
Назван в честь Николая Александровича Козырева (1908—1983) — сотрудника Пулковской обсерватории, выдающегося специалиста по физике звёзд, Луны и планет, умелого экспериментатора и наблюдателя. Разработал теорию о протяжённых атмосферах и исследовал свойства испускаемого ими излучения, обнаружил вулканическую активность на Луне и присутствие водорода в атмосфере Меркурия.
Оригинальный текст (англ.)2536 Kozyrev
Discovered 1939-Aug-15 by Neujmin, G. at Simeis.
Named in honor of Nikolaj Aleksandrovich Kozyrev (1908—1983), a staff member of the Pulkovo Observatory, distinguished expert on the physics of stars, the moon and the planets, skillful experimenter and observer. He developed a theory on extended atmospheres and found properties of the radiation emitted from them, and he discovered volcanic activity on the moon and the presence of hydrogen in the atmosphere of Mercury.
Источники: DISCOVERY.DB; M.P.C. 10546.

## Орбита

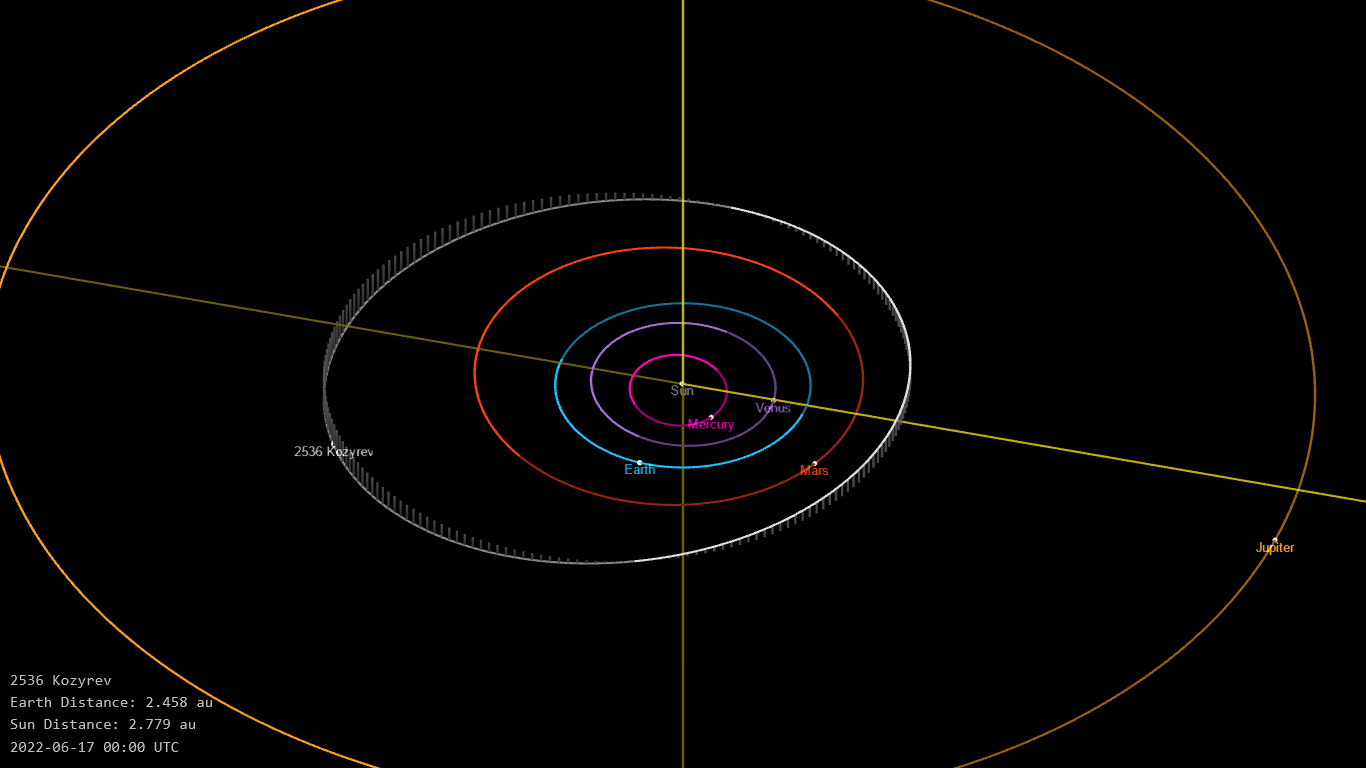
Орбита астероида Козырев и его положение в Солнечной системе

## Физические характеристики
Астероид относится к таксономическому классу S.
По результатам наблюдений в инфракрасном диапазоне спутника Akari и наблюдений в видимом и ближнем инфракрасном диапазоне космического телескопа NEOWISE диаметр астероида сначала оценивался равным 10,81±0,30 км, позже — 7,97±0,33 км и 7,974±0,332 км. Согласно тем же источникам альбедо оценивается как
0,097±0,006, 0,305±0,039.